# Głogów Małopolski (stad)
Głogów Małopolski is een stad in het Poolse woiwodschap Subkarpaten, gelegen in de powiat Rzeszowski. De oppervlakte bedraagt 13,73 km², het inwonertal 4995 (2005).

## Verkeer en vervoer
- Station Głogów Małopolski